# Place Saint-Hilaire
La place Saint-Hilaire est une voie de la commune française de Rouen.

## Situation et accès
Cette place est située sur la rive droite de la Seine.

## Origine du nom
Saint-Hilaire est le nom de l'une des portes de Rouen et celui de la paroisse et du prieuré du même nom ; le terme est attesté au XVe siècle.

## Bâtiments remarquables et lieux de mémoire
- no 2 : clinique Saint-Hilaire.